# Фишлок, Джесс
Джессика Энн Фишлок MBE (англ. Jessica Anne Fishlock; род. 14 января 1987, Кардифф) — валлийская футболистка, выступающая на позиции полузащитницы. Игрок американского клуба «Сиэтл Рейн» и сборной Уэльса.

## Биография
Джесс родилась в Кардиффе в семье Кевина и Шэрон Фишлок. У неё есть два брата и три сестры. В детстве она занималась футболом вместе с одной из своих сестёр. С 7 лет она была зачислена в детскую команду «Кардифф Сити». В первой команде Фишлок дебютировала в 16 лет. Уже в первом своём сезоне на профессиональном уровне девушка забила девятнадцать голов в двадцати трёх матчах. Является одним из лучших бомбардиров в истории команды.
В 2008 году она перебралась в «Бристоль Сити», а в 2010-м состоялся первый зарубежный вояж Фишлок — она стала игроком женской команды «Мельбурн Виктори».
В феврале 2013 года Джесс Фишлок подписала контракт с ЖФК «Сиэтл Рейн». 24 сентября 2018 года было официально объявлено о переходе Джесс Фишлок во французский клуб «Олимпик Лион» на правах аренды до конца сезона 2018/19.

## В сборной
С 2006 года Фишлок выступает за сборную Уэльса. 5 апреля 2017 года провела свой 100-й матч за сборную Уэльса в домашнем товарищеском матче против сборной Северной Ирландии (3:1), отметившись также и голом в первом тайме. Она стала первой в истории футболисткой сборной Уэльса, которая сыграла 100 матчей за национальную команду.
Она четырежды подряд признавалась лучшей футболисткой Уэльса. Также Джесс является первым обладателем данной награды среди женщин.

## Личная жизнь
Открытая лесбиянка.